# Andrena crinita
Andrena crinita là một loài Hymenoptera trong họ Andrenidae. Loài này được Bouseman & LaBerge mô tả khoa học năm 1979.